# Belinda (imię)
Belinda – imię żeńskie o niejasnym pochodzeniu, być może angielskim lub niemieckim.
W innych językach:
- angielski – Belinda, Lindy[3]
- niemiecki – Belinda[2].

W Polsce pozostaje imieniem rzadkim. W styczniu 2024 w rejestrze PESEL było 60 kobiet o imieniu Belinda nadanym jako imię pierwsze oraz 23 kobiety noszące imię Belinda jako imię drugie. Dla porównania, najczęściej nadane imię żeńskie – Anna – nosi 1072616 osób.

## Osoby o imieniu Belinda
- Belinda Carlisle – amerykańska piosenkarka i aktorka
- Belinda Lee – angielska aktorka[2].